# Bahçedamı, Hekimhan
Bahçedamı là một xã thuộc huyện Hekimhan, tỉnh Malatya, Thổ Nhĩ Kỳ. Dân số thời điểm năm 2011 là 42 người.